# Гоноратус Антоній
Гонорат Антонін — єпископ Костантіни (Цірти) у римській провінції Африка. Він був живий під час переслідування католиків королем вандалів Гейзеріком (який дотримувався аріанства) у V столітті, близько 437 року.
Він є автором листа під назвою Epistola ad Labores pro Christo ferendos Exhortatoria, написаного приблизно в 437—440 роках до якогось іспанця на ім'я Аркадій, раніше друга Гензеріка, якого, будучи вигнаним через віру, тут втішають і підбадьорюють, спонукають переносити ще більші труднощі. Згодом Аркадій загинув.
Лист був процитований як доказ того, що Гейзерік пропагував аріанство.

## Видання та переклади
Цей лист вперше опублікував Йоганнес Січард у своїй Antidot. contra omnes Haereses, fol. Basil. 1528, і буде знайдено в Magna Bibl. Patr., fol. Colon. 1618, vol. v. p. iii., in Bibl. Patr. fol. Paris, 1644 and 1654. vol. iii., in the Bibl. Patr. Max., Lugd. fol. 1677, vol. viii. p. 665, and in Thierry Ruinart's Historia Persecutionis Vandalicae, 8vo. Paris, 1694, pt. 2.100.4. p. 433.
Англомовний варіант з коментарями доступний за адресою http://turbulentpriests.group.shef.ac.uk/the-eye-of-god-is-watching-you-bishops-and-martyrs-in-vandal-north- африка/